# لویدلسباخ
لویدلسباخ رود کوچکی است که به رود انتس می‌ریزد. این رود از لودویگزوبورگ در ایالت بادن-وورتمبرگ کشور آلمان می‌گذرد.